# Waiting for Tonight
Waiting for Tonight (Čekání na dnešní noc) je třetí píseň z alba On the 6 americké zpěvačky Jennifer López, která ji vydala v roce 1999.
Nejznámější verzí této písně je remix Hexe Hectora, který tuto píseň proměnil v jeden z nejoblíbenějších remixů vůbec.
Existuje i španělská verze této písně a jmenuje se Una Noche Más (Ještě jedna noc).

## Informace o písni
Píseň napsali Maria Christiansen, Michael Garvin a Phil Temple. Producentského žezla se ujali Ric Wake a Ritchie Jones.
V této taneční písni López vzpomíná na neslavnou historii jejich nešťastných lásek, častých pláčů a sebelítosti . Nicméně ví, že musí čekat a doufat, že toho pravého jednou najde.
Ve videoklipu jsou vidět scény jejich dramatických vztahů a nedočkavé přípravy na večer do čeho zpívá: „Waiting for tonight… oh-oh-oh! When you would be here in my arms… Waiting for tonight, oh-oh-oh-! I've dreamed of this love for so long, waiting for tonight…“ (Čekání na dnešní večer oh-oh-oh! Kdybys byl v mém náručí…Čekání na dnešní večer, oh-oh-oh! Sním o lásce tak dlouho…Čekání na dnešní večer).
Píseň nepřitahovala jen posluchače ale i zlé jazyky, kteří podezřívali López z kopírování. Jeden tábor lidí tvrdil, že je moc podobná písni skupiny The Temptation „Papa Was a Rollin Stone“, druhý tábor zase poukazoval na podobnost s písní z roku 1996 This Is Your Night, kterou zpívá nizozemský zpěvák Amber.
Videoklip k písni Waiting For Tonight byl nominován i na cenu Grammy pro nejlepší taneční video.

## Umístění ve světě
| Umístění (1999)         | Umístění |
| ----------------------- | -------- |
| USA - Billboard Hot 100 | 8        |
| Austrálie               | 4        |
| Kanada                  | 13       |
| Mexiko                  | 1        |
| Norsko                  | 11       |
| Švýcarsko               | 14       |
| Velká Británie          | 5        |
| Světová hitparáda       | 1        |

| Prodejnost | Počet     |
| ---------- | --------- |
| Celkem     | 2,300,000 |

## Úryvek textu
Tender words you say
Take my breath away
Love me now, leave me never
Found a sacred place
Lost in your embrace
I want to stay in this forever
I think of the days when the sun used to set
On my empty heart, all alone in my bed
Tossing and turning
Emotions were strong
I knew I had to hold on